# Alcis xenica
Alcis xenica là một loài bướm đêm trong họ Geometridae.